# Görtz bajerska infanteriregemente
Görtz bajerska infanteriregemente, eller Tyska infanteriregementet, var ett värvat infanteriregemente inom svenska armén som verkade under 1706.

## Historia
Görtz bajerska infanteriregemente i bildades 1706 i Kurfurstendömet Bayern genom att 1200 man värvades i Bayern. I oktober samma år, vid Kalisz i Polen, hamnade regementet i strid med en överlägsen styrka. Regementet blev upprivet och de kvarvarande trupperna kom att bilda Görtz bajerska dragonregemente.

## Förbandschefer
- 1706–1706: Heinrich Wilhelm von Goertz